# Berlin, Bahnhof Friedrichstraße 1990
Berlin, Bahnhof Friedrichstraße 1990 ist ein Dokumentarfilm von Konstanze Binder, Lilly Grote, Ulrike Herdin und Julia Kunert von 1990.

## Inhalt
Der Film zeigt die Umbauten am Bahnhof Friedrichstraße im Juni 1990, als die ursprüngliche durchgehende Streckenführung von Ost nach West wieder hergestellt wurde und die Grenzeinrichtungen schrittweise abgebaut wurden. Es werden Bahnmitarbeiter, Zollbeamte, Passagiere und Gewerbetreibende nach ihren Ansichten zu den gesellschaftlichen und privaten Änderungen dieser Zeit befragt.

## Hintergründe
Der Film wurde von drei West-Berliner Filmemacherinnen und einer Ost-Berliner Kamerafrau gleichberechtigt hergestellt. Dieses stieß bei Das kleine Fernsehspiel beim ZDF zunächst auf einige Skepsis, konnte dann aber dank der Redakteurin Annedore von Dorlop als Kamerafilm doch noch umgesetzt werden.
Der Film wurde bei der Berlinale Anfang 1991 erstmals gezeigt. Seit 1995 konnte er in einigen Kinos aufgeführt werden.
2021 wurde eine restaurierte digitalisierte Fassung hergestellt, die seitdem in mehreren Berliner Programmkinos wieder zu sehen war.

## Rezeption
Der Film wurde von verschiedenen Rezensenten gewürdigt.
Das Programmkino Krokodil schrieb:

„Berlin, Bahnhof Friedrichstraße 1990 ist ein bedeutendes Zeitdokument und gleichsam ein audiovisuelles Archiv, das die schwindelerregenden Veränderungsprozesse der Zeit ungeschminkt auf Zelluloid brachte.“

Die  Filmhistorikerin Madeleine Bernstorff schrieb:

„Der Film (...)  konstituiert in seiner eigensinnigen kollektiven Zusammenarbeit eine verschränkte, multiperspektivische Erinnerung, die in ihrer künstlerischen und selbstverständlich feministischen Anlage die Berührung freilegt, die der immer noch nicht erlöste Zusammenprall zweier Gesellschaften mit sich brachte. In einer Zeit des oft ebenso mitleidig wie arrogant in Szene gesetzten Demontage-Journalismus, der die DDR auf Zerfall und Niedergang reduzierte, arbeitet der Film gegenläufig zum damals gängigen Narrativ und wirkt heute als vorsichtige und skeptische Bestandsaufnahme umso eindrucksvoller. Die Autorinnen/Regisseurinnen/Kamerafrauen aus West und Ost bringen ihre Erfahrungen, Fragen und Arbeitshintergründe in den Film ein. Dies führt (...)  zu einem Eindruck voller Tiefe und Zwischentöne.“

Das Lexikon des internationalen Films schätzte den Film etwas anders ein:

„Ein teilweise kunstgewerblich anmutender Film voller Stereotypen, dem der analytische Ansatz fehlt und der zudem wenig Neues berichtet. Stattdessen werden Binsenweisheiten heraufbeschworen und bedeutungsschwangere Zusammenhänge hergestellt, die keiner näheren Überprüfung standhalten.“